# Das Licht ist wie das Wasser
Das Licht ist wie das Wasser – Geschichten von der Liebe und anderen Dingen ist ein Buch mit elf Kurzgeschichten und Erzählungen von Gabriel García Márquez in der Übersetzung von Curt Meyer-Clason.
Das Werk wurde nach mehrmaligem Verschieben des Veröffentlichungstermins am 4. November 2005 herausgebracht. Es erschien erstmals bei Fischer Schatzinsel, fügt sich aber in seiner äußeren Gestaltung in die Reihe der bei Kiepenheuer & Witsch erschienenen Werke García Márquez’ ein.

## Inhalt
1. An einem dieser Tage.
2. Ein Tag nach dem Samstag.
3. Künstliche Rosen.
4. Das Leichenbegräbnis der Großen Mama.
5. Dienstagmittag.
6. Baltazars wundervoller Nachmittag.
7. Ein sehr alter Herr mit riesengroßen Flügeln.
8. Die letzte Reise des Gespensterschiffs.
9. María das Prazeres.
10. Der glückliche Sommer der Frau Forbes.
11. Das Licht ist wie das Wasser.

Die Geschichten wurden laut Einband aus den folgenden zuvor veröffentlichten Werken des Autors entnommen:
- Das Leichenbegräbnis der Großen Mama und andere Erzählungen (Nr. 1–6).
- Die unglaubliche und traurige Geschichte von der einfältigen Eréndira und ihrer herzlosen Großmutter (Nr. 7–8).
- Zwölf Geschichten aus der Fremde (Nr. 9–11).

## Ausgaben
- Gabriel García Marquez: Das Licht ist wie das Wasser. Geschichten von der Liebe und anderen Dingen. Fischer Taschenbuchverlag, Frankfurt/M. 2006, ISBN 978-3-596-85232-1.